# Betty Missiego
Betty Missiego est une chanteuse espagnole d'origine péruvienne, née le 16 janvier 1938 à Lima (Pérou).
Dans son pays natal (Pérou), Betty a commencé sa carrière comme danseuse, puis a continué dans le show business, en particulier comme présentatrice d'une émission très populaire de télévision.
Elle s'installe en Espagne en 1969, et obtient la nationalité espagnole en 1972. Cette même année (25 novembre 1972) elle représente le Pérou au premier Festival de l'OTI, qui avait lieu dans l'Auditorium du Palais des Congrès de Madrid (Espagne) avec la chanson Recuerdos de un adiós.
En 1979, elle représente l'Espagne au Concours Eurovision de la chanson qui avait lieu à Jérusalem (Israël) le 31 mars avec le titre Su canción. Elle est arrivée à la deuxième place avec 116 points, juste derrière les vainqueurs israéliens, Gali Atari et Milk and Honey et leur chanson Hallelujah. 